# بال‌توریان خوشایند
بال‌توریان خوشایند (نام علمی: Dilaridae) نام یک تیره از راسته بال‌توری‌سانان است.